# Gare de Saint-Hilaire-de-Riez
Gare de Saint-Hilaire-de-Riez – stacja kolejowa w Saint-Hilaire-de-Riez, w departamencie Wandea, w regionie Kraj Loary, we Francji. Znajduje się na linii Commequiers – Saint-Gilles-Croix-de-Vie.
Jest to obecnie stacja kolejowa Société nationale des chemins de fer français (SNCF), obsługiwana przez pociągi regionalne TER Pays de la Loire, pomiędzy Nantes i Saint-Gilles-Croix-de-Vie.
| Saint-Hilaire-de-Riez                                     |  |                                               |
| Linia Commequiers – Saint-Gilles-Croix-de-Vie (10,831 km) |  |                                               |
| Notre-Dame-de-Riezodległość: 5,852 km                     |  | Saint-Gilles-Croix-de-Vie odległość: 1,884 km |